# Malderuscollege

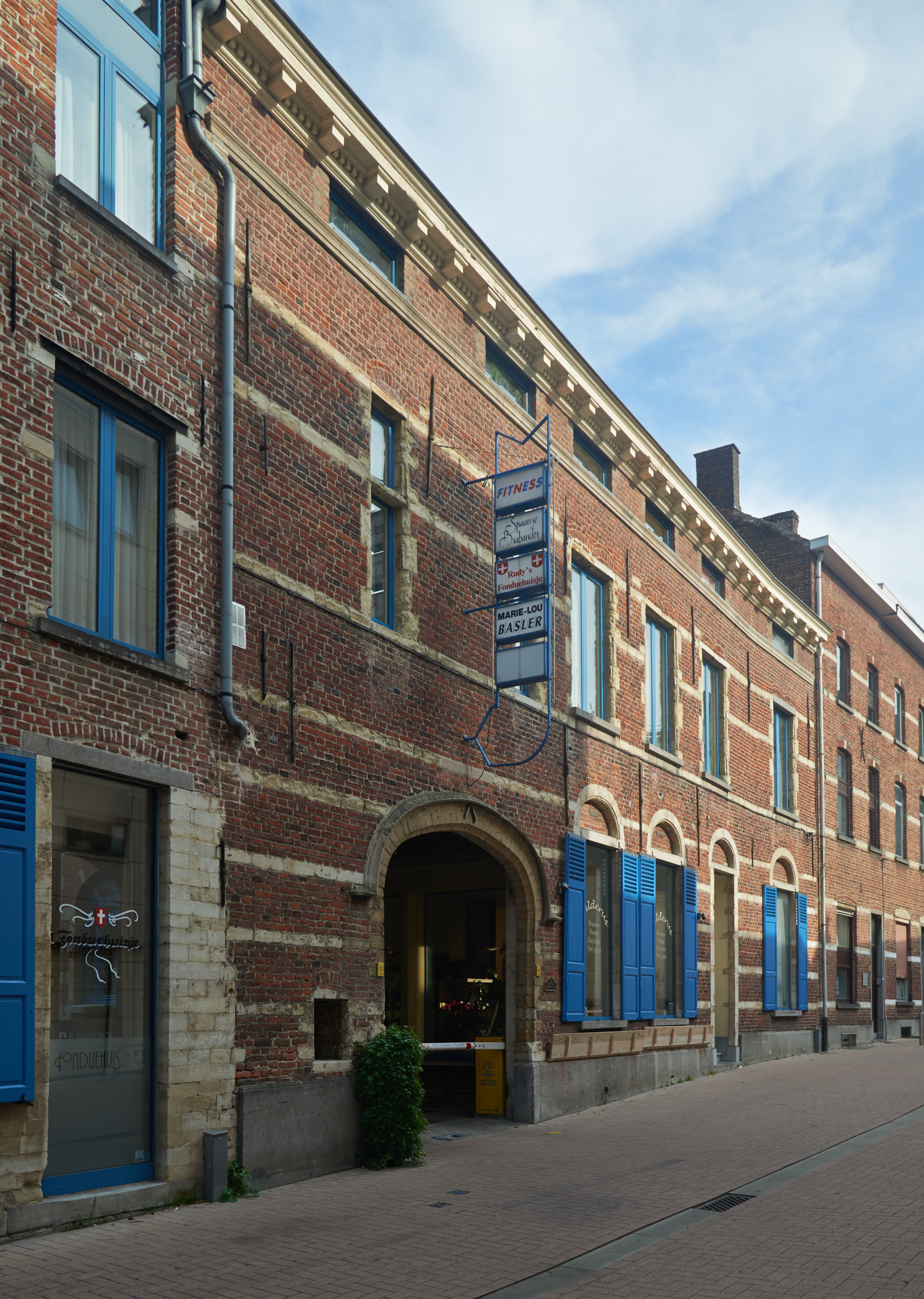
Voormalig Malderuscollege in Leuven (België), in de Sint-Maartensstraat.

Het Malderuscollege (1633 - 1797) was een studiehuis aan de oude universiteit van Leuven, zelf afgeschaft in 1797. Het was gelegen in de Zuidelijke Nederlanden en gesticht door kanunnik-hoogleraar Johannes Malderus.

## Malderuscollege
Johannes Malderus, de latere bisschop van Antwerpen, had zich tijdens zijn academische periode in Leuven een huis gekocht. Het was het huis van burgemeester Louis vanden Tymple. Dit huis stond, zoals vele huizen van patriciërs, in de Grimstrate of Grimdestraat, genoemd naar de patriciërsfamilie Grimde. Vandaag draagt de straat de naam Sint-Maartensstraat. De professorswoning lag toen naast de Priorij van Sint-Maartensdal.
Bij testament schonk Malderus zijn erfenis aan de stichting van een studiehuis in te richten in zijn Leuvense woonst (1633). Dit college was enkel voor priesterstudenten. Het College bestaat uit een L-vorm: een vleugel aan de straatkant is het oudste deel (bouwjaar circa 1600); de 2e vleugel, haaks op de eerste, loopt naar achter en is recenter (bouwjaar circa 1650). 

## Militair hospitaal
Het Malderuscollege sloot de deuren voor studenten tijdens het Oostenrijks bestuur in de Zuidelijke Nederlanden (1792). Het was de periode van de restauratie van het Oostenrijks gezag na de Slag bij Jemappes (1792). Het gebouw diende als militair hospitaal voor gekwetste Oostenrijkers.

## Verkoop
Met het Frans bestuur in Leuven werd de universiteit afgeschaft, en dus ook het leegstaande Malderuscollege. Het gebouw werd uiteindelijk in kavels getrokken, openbaar verkocht (1807) en is sindsdan in private handen.